# Catedral de San Marcos (Port Pirie)
La Catedral de San Marcos o simplemente Catedral de Port Pirie (en inglés: St Mark's Cathedral) es el principal lugar de culto católico en la ciudad de Port Pirie, Australia, y sede del obispado de la diócesis de Port Pirie (Dioecesis Portus Piriensis).
La iglesia fue inaugurada el 9 de julio de 1882, con el diseño del arquitecto C. Polain, de Napperby, y fue elevada a la catedral en 1887. La iglesia fue destruida por un incendio el 21 de octubre de 1947. La catedral recién restaurada fue reabierta en 1953.

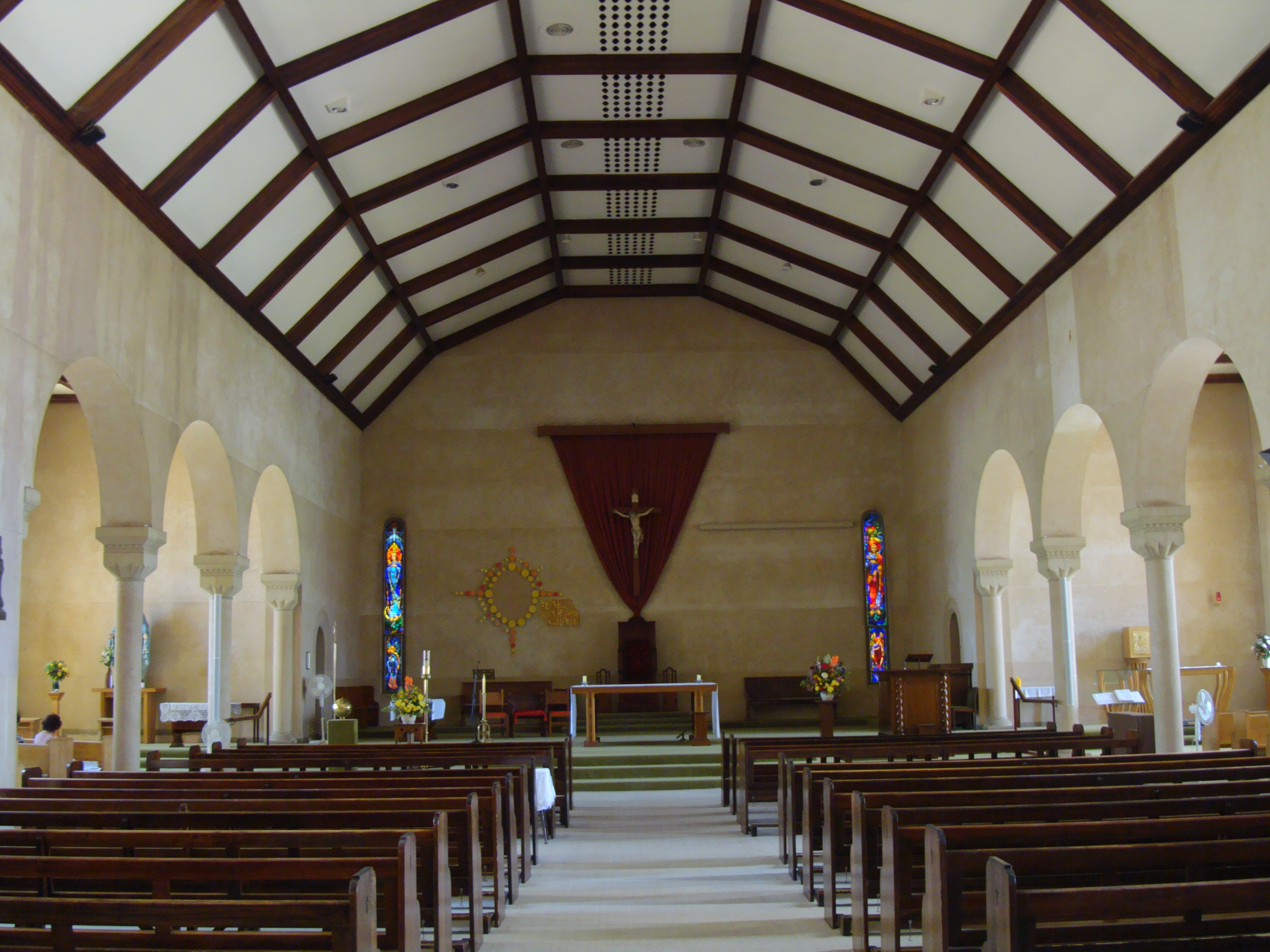
Vista interna